# サウンドアラウンド
『サウンドアラウンド』は、テレビアニメシリーズ『涼宮ハルヒの憂鬱』のドラマCD。2007年1月27日にLantisから発売された。「ライブアライブ」の後日談という設定になっている。なお、本ドラマCDでは涼宮ハルヒ役の平野綾がキョンを演じるシーンがある。

## 収録内容
| トラック | トラック名                                | 時間  |
| -------- | ----------------------------------------- | ----- |
| 01       | プロローグ 〜涼宮ハルヒのあいさつ〜       | 1:35  |
| 02       | アフター・ライブアライブ                  | 8:11  |
| 03       | サンデー・アット・ヘヴィメタSOS団         | 8:33  |
| 04       | ジ・オーディション                        | 6:15  |
| 05       | ハルヒ変奏曲                              | 11:09 |
| 06       | 非物質拡散性振動型感知音波                | 7:38  |
| 07       | VSサウンドウォーム（命名、俺）            | 5:48  |
| 08       | ボイスのカオス                            | 7:49  |
| 09       | エピローグ 〜お祭騒ぎはまだまだこれから〜 | 6:33  |
| 10       | First Good-Bye（涼宮ハルヒ：平野綾）      | 4:37  |

## スタッフ・キャスト

### スタッフ
- 原案 - 谷川流[3]
- 脚本 - 志茂文彦[5]
- 音楽 - 神前暁[6]
- プロデューサー - 斎藤滋[6]

### キャスト
- キョン - 杉田智和[7]
- 涼宮ハルヒ - 平野綾[7]
- 長門有希 - 茅原実里[7]
- 朝比奈みくる - 後藤邑子[7]
- 古泉一樹 - 小野大輔[7]
- 鶴屋さん - 松岡由貴[7]
- 谷口 - 白石稔[7]
- キョンの妹 - あおきさやか[7]

## 主題歌
「First Good-Bye」
涼宮ハルヒ（平野綾）によるによるエンディングテーマ。作詞は畑亜貴、作曲・編曲は神前暁。
バックトラックの楽器演奏はギターを西川進、ベースを種子田健、ドラムを小田原豊がそれぞれ担当している。このメンバーは『涼宮ハルヒの詰合 〜TVアニメ「涼宮ハルヒの憂鬱」劇中歌集シングル〜』収録の「God knows…」 、「Lost my music」と同じである。後に『Imaginary ENOZ featuring HARUHI』に収録される。

## 展開
YouTubeでは、登場人物たちの台詞に英語の字幕が付与された動画がアップロードされている。

## 評価
CDジャーナルは、バンド演奏シーンでは涼宮ハルヒ役の平野綾が伸びやかなヴォーカルを披露していると評している。